# Knippel
 Denne artikel omhandler et våben. Opslagsordet har også en anden betydning, se Knippel (træværktøj).
En knippel er en type stav eller kølle, som bl.a. benyttes af politiet; politiudgaven kaldes ofte en politistav.